# Alfa Monocerotis
Alfa Monocerotis (α Mon / 26 Monocerotis / HD 61935), también conocida como Lucida o Ctesias, es una estrella de la constelación de Monoceros, el unicornio, de magnitud aparente +3,94. Ligeramente por debajo en brillo respecto a β Monocerotis, se sitúa como la segunda más brillante de la constelación. 
Situada a 144 años luz del sistema solar, α Monocerotis es una gigante naranja de tipo espectral K0III (también clasificada como G9III según otras fuentes) con una temperatura superficial de 4815 K. Una luminosidad 60 veces mayor que el Sol y un radio 11 veces mayor que el radio solar permiten estimar su masa en 2,5 masas solares. Su contenido metálico es un 20% inferior al del Sol.
Con una edad aproximada de 1400 millones de años, hace unos 250 millones de años el hidrógeno de su núcleo se agotó, y actualmente en su interior tiene lugar la fusión nuclear del helio. Son muchas las gigantes naranjas similares visibles a simple vista en el cielo nocturno: entre ellas, Menkent (θ Centauri) y Nash (γ2 Sagittarii) presentan características casi idénticas a α Monocerotis. Pólux (β Geminorum), la gigante naranja más cercana a la Tierra, aunque de temperatura y tamaño similar, es un 25% menos luminosa que Alfa Monocerotis. 